# Anomala pumiloides
Anomala pumiloides är en skalbaggsart som beskrevs av Carsten Zorn 2007. Anomala pumiloides ingår i släktet Anomala och familjen Rutelidae. Inga underarter finns listade i Catalogue of Life.